# Gottlieb Marktanner-Turneretscher
Gottlieb Marktanner-Turneretscher (* 7. Juli 1858 in Unterankenreute (Königreich Württemberg); † 23. April 1920 in Graz) war ein Naturwissenschaftler, Museumsbeamter und Fotograf, der seit Abschluss seines Studiums in Österreich-Ungarn tätig war.

## Leben
Als Sohn eines Holzfällers und Wilhelmine Marktanner wurde er von der Familie von Turneretscher adoptiert. Nach seinem Studium und der Lehramtsprüfung im Jahr 1883 an der Universität Graz wirkte er als Mittelschulprofessor für Naturgeschichte und Chemie in Graz, Olmütz und Salzburg.

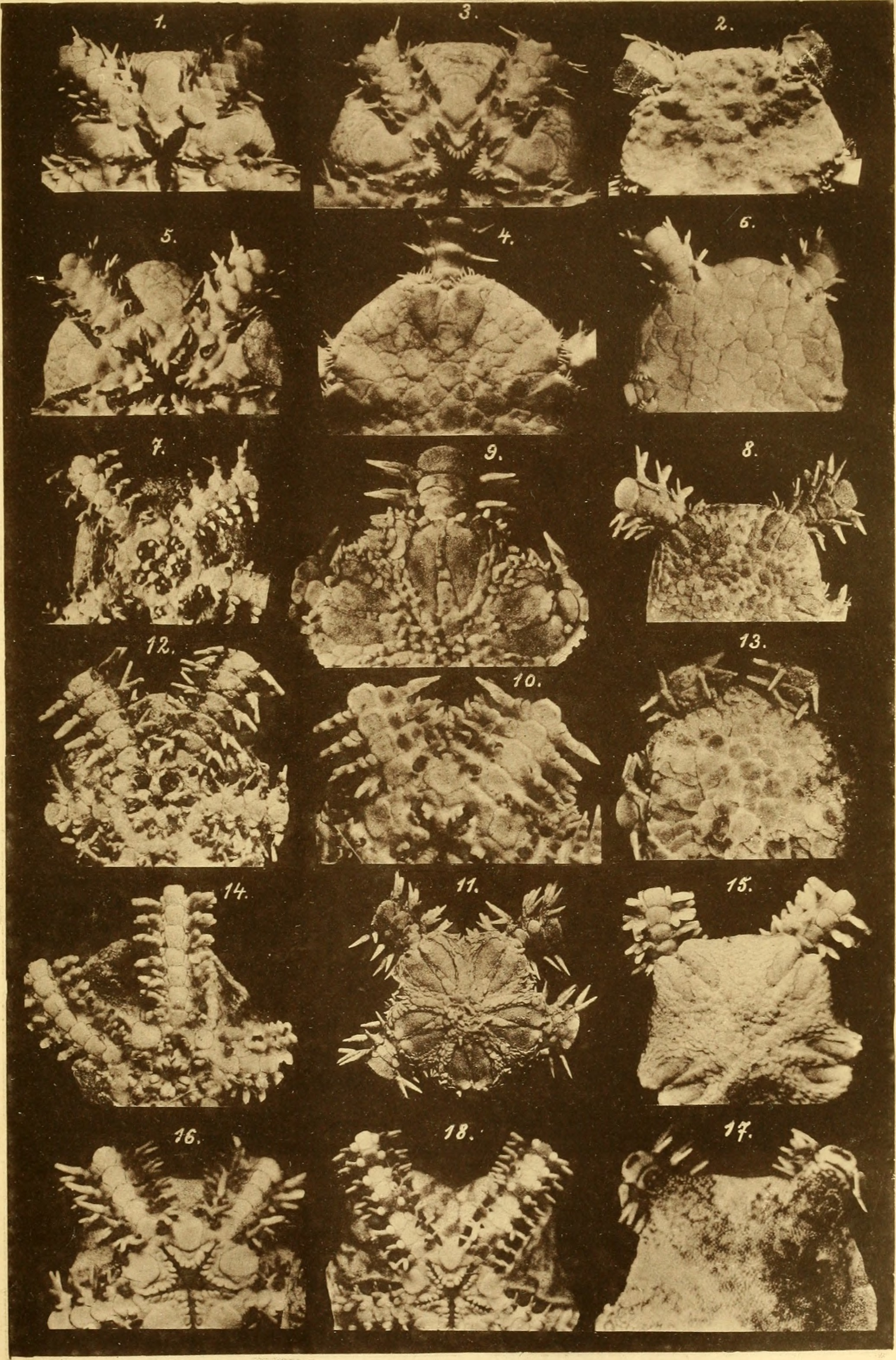
Mikrofotografische Aufnahmen von Marktanner-Turneretscher aus 1887. Es handelt sich um Details von Schlangensternen.

Marktanner-Turneretscher war auch ein Pionier der Mikrofotografie und setzte sich für die Anwendung der Fotografie in den Naturwissenschaften ein. Er arbeitete mit Josef Maria Eder an der Staatsgewerbeschule in Wien zusammen und beschäftigte sich intensiv mit Fotografie und Fotochemie. Von 1886 bis 1890 war er Volontär am Naturhistorischen Museum in Wien und von 1891 bis 1898 an der Steiermärkischen Landesbibliothek in Graz. Ab 1894 war er Kurator  der botanischen und später der zoologisch-botanisch-phytopaläontologischen Abteilung des Steiermärkischen Landesmuseums Joanneum in Graz.
Am 28. Januar 1899 heiratete er in der Pfarrkirche Graz-Graben Aloisia von Coppini, eine Tochter von Magda und Karl Ritter von Coppini (Oberlandesgerichtsrath in Graz).
Er trug maßgeblich zur Entwicklung der wissenschaftlichen Fotografie bei, insbesondere der Mikrofotografie, und nutzte seine eigenen Mittel, um das Grazer Volkskundemuseum neu zu gründen. Darüber hinaus richtete er die ihm anvertraute Museumsabteilung teilweise aus eigenen Mitteln ein und vermachte testamentarisch seine umfangreichen zoologischen und botanischen Privatsammlungen sowie seine bedeutenden Bestände an fotografischen und mikroskopischen Apparaten und Geräten dem Joanneum.
Marktanner-Turneretscher war Mitglied der Royal Microscopical Society in London, der Photographischen Gesellschaft in Wien und des Klubs der Amateurphotographen in Graz.
Seit 1951 ist in Graz eine Straße nach ihm benannt.

## Schriften (Auswahl)
- Beschreibung neuer Ophiuriden und Bemerkungen zu Bekannten. 1887 (Digitalisat).
- Die Mikrophotographie als Hilfsmittel naturwissenschaftlicher Forschung. Halle 1890 (Digitalisat).
- Die Hydroiden des k. k. naturhistorischen Hofmuseums 1890 (Digitalisat).